# Reisen til havet
Reisen til havet ("Viaggio verso il mare") è un film del 1966, diretto da Arne Skouen.

## Trama
La quindicenne Pinne procede in bicicletta lungo una strada, quando ottiene un passaggio dal camionista Hilmar. La ragazza è molto taciturna, stringe nelle mani una tartarughina giocattolo, e dice solo che deve raggiungere il mare.
Il veicolo si ferma per un'avaria, e quando Hilmar torna dalla stazione di servizio poco lontana, Pinne ha scaricato, ponendoli in mezzo ad un boschetto a fianco della strada, mobili ed oggetti d'arredo dal camion, e, apparecchiata la tavola, fa finta di trovarsi in una casa. Hilmar asseconda la ragazza nel gioco.
Il pezzo di ricambio non è disponibile prima di un paio di giorni, che i due trascorrono nei pressi dell'autocarro, e durante i quali Hilmar riesce a stabilire un contatto verbale con la giovane. Alla stazione di servizio Hilmar apprende dalla radio che Pinne si è allontanata da un istituto per minorenni psichicamente disagiati. La sera del secondo giorno Hilmar, notando che Pinne le ha rotto un vetro del camion, la manda via, ponendola sulla bicicletta, salvo poi, più tardi, venire in suo aiuto quando una banda di balordi sta tentando di farle del male. Pinne si allontana.
Tornato di notte al camion dalla stazione di servizio, Hilmar vede Pinne che si è gettata nel fiume, in un gesto autolesionista, e la trae all'asciutto. Sta albeggiando quando Hilmar, sistemato il veicolo, propone a Pinne di proseguire per il mare; ma in quel mentre arrivano delle persone dell'istituzione paraospedaliera e riprendono in consegna la ragazza, che consegna la tartarughina a Hilmar, molto dispiaciuto, come Pinne, per la separazione. Quando il camionista, nel corso della giornata, arriva al mare, affida la tartarughina alle onde.